# Vickers Vellore
Vickers Vellore представлял собой большой биплан, спроектированный как грузовой и почтовый перевозчик, в одномоторной и двухмоторной версиях, который ограниченно использовался в качестве грузовых самолётов и экспериментальных самолётов дальнего действия. Последний вариант с более широким фюзеляжем, Vellox, был выполнен как авиалайнер.

## История эксплуатации
Виккерс надеялся продать Vellox как авиалайнер с десятью пассажирами, и новый фюзеляж имел по пять окон с каждой стороны перед большими грузовыми дверями правого борта на задней кромке крыла, но единственный экземпляр использовался Imperial Airways в качестве грузового самолёта. Самолёт «Веллокс» разбился вскоре после взлета из аэропорта Кройдон в августе 1936 года из-за потери мощности, возможно, из-за проблемы с топливом. Экипаж из двух пилотов и двух радистов погиб.

## Технические характеристики
Экипаж: 2
Вместимость: 1000 фунтов (450 кг). Длина почты: 48 футов 0 дюймов (14,63 м).
Размах крыльев: 76 футов 0 дюймов (23,16 м)
Высота: 16 футов 3 дюйма (4,95 м)
Площадь крыла: 1373 кв. футов (127,6 м2)
Пустой вес: 7925 фунтов (3595 кг)
Полная масса: 13000 фунтов (5897 кг)
Силовая установка: 2 девятицилиндровых радиальных двигателя Bristol Jupiter XIF мощностью 525 л. с. (391 кВт) каждый.

## Производительность
Максимальная скорость: 127 миль в час (204 км/ч, 110 узлов) на уровне моря.
Дальность: 300 миль (480 км, 260 миль)
Скорость набора высоты: 850 футов/мин (4,3 м/с).
Время набора высоты: от 7 минут до 5000 футов (1500 м)